# Iarțevo
Iarțevo (în rusă Ярцево) este un oraș din Regiunea Smolensk, Federația Rusă, cu o populație de 52.617 locuitori.

## Personalități născute aici
- Noize MC (n. 1985), cântăreț rus.

1. ↑  MSIe2/Earțevo[*] Verificați valoarea |titlelink= (ajutor)